# Finale della UEFA Champions League 2018-2019
La finale della UEFA Champions League 2018-2019, 64ª edizione della massima competizione continentale, si è disputata il 1º giugno 2019 allo stadio Wanda Metropolitano di Madrid tra due compagini inglesi, Tottenham e Liverpool.
La squadra campione ha avuto il diritto di a partecipare alla Supercoppa UEFA 2019, da disputare contro il Chelsea, i vincitori dell'Europa League 2018-2019, e si è qualificata d'ufficio alla fase a gironi della Champions League 2019-2020. Visto che la squadra vincitrice si è già qualificata ai gironi tramite il proprio campionato nazionale, il posto loro riservato verrà assegnato ai campioni della Fußball-Bundesliga 2018-2019, ovvero dell'undicesima federazione nel ranking UEFA a partire dalla prossima stagione.
Fu la seconda finale tra due squadre inglesi nella competizione, dopo quella dell'edizione 2007-2008 tra Manchester United e Chelsea (finita 6-5 ai calci di rigore). L'unico precedente nelle coppe europee tra le due squadre risale alla semifinale della Coppa UEFA 1972-1973, quando il Liverpool eliminò il Tottenham grazie alla regola dei gol fuori casa (vittoria per 1-0 in casa e sconfitta per 1-2 in trasferta).
La partita è stata introdotta ed aperta, in pieno stile "Halftime Show" da un'esibizione di circa sei minuti sponsorizzata dalla PepsiCo degli Imagine Dragons, che hanno suonato i successi Believer, Thunder, Radioactive e On Top of the World. Prima del calcio di inizio è stato osservato un minuto di silenzio in memoria di José Antonio Reyes, prematuramente scomparso.

## Le squadre
| Squadre   | Partecipazioni precedenti (il grassetto indica la vittoria) |
| --------- | ----------------------------------------------------------- |
| Tottenham | Nessuna                                                     |
| Liverpool | 8 (1977, 1978, 1981, 1984, 1985, 2005, 2007, 2018)          |

## Sede
Questa è stata la quinta volta in cui la finale della Coppa Campioni/Champions League si è disputata a Madrid, dopo le edizioni del 1957, 1969, 1980 e 2010, tutte giocate al Santiago Bernabéu.

### Scelta della sede
Per la prima volta, il 9 dicembre 2016 la UEFA ha reso noto un processo di selezione pubblico per scegliere le sedi delle finali delle competizioni UEFA maschili e femminili. La scadenza per esprimere interesse a candidarsi era fissata al 27 gennaio 2017, mentre il termine ultimo per la presentazione ufficiale della candidatura era fissato al 6 giugno 2017.
Il 3 febbraio 2017 la UEFA annunciò che due federazioni avevano espresso il proprio interesse, e il 7 giugno confermò che erano state le uniche a presentare la candidatura ufficiale.
| Paese       | Stadio                     | Città  | Capacità | Note                                                     |
| ----------- | -------------------------- | ------ | -------- | -------------------------------------------------------- |
| Azerbaigian | Stadio Olimpico            | Baku   | 69 870   | Candidato anche per la finale di Europa League 2018-2019 |
| Spagna      | Stadio Wanda Metropolitano | Madrid | 68 000   |                                                          |

Il rapporto di valutazione della UEFA fu pubblicato il 14 settembre 2017. Il 20 settembre il Comitato esecutivo della UEFA selezionò lo stadio Wanda Metropolitano di Madrid.

## Il cammino verso la finale

### Tottenham
Il Tottenham di Mauricio Pochettino viene inserito nel Gruppo B insieme a Barcellona, Inter e PSV. Nell'incontro d'esordio, gli inglesi perdono contro l'Inter per 2-1 in trasferta, prima di essere nuovamente sconfitti dal Barcellona per 4-2 in casa; nella doppia sfida con il PSV arrivano un pareggio esterno per 2-2 e una vittoria interna per 2-1. Il girone si chiude con un trionfo casalingo per 1-0 ai danni degli italiani ed un pareggio in trasferta per 1-1 con gli spagnoli, che determinano il secondo posto in classifica con 8 punti conquistati, a pari merito con l'Inter ma con la differenza reti negli scontri diretti a favore, frutto appunto di due vittorie, due pareggi e due sconfitte. Negli ottavi di finale incontrano i tedeschi del Borussia Dortmund, battendoli con un risultato complessivo di 4-0 tra andata, vinta per 3-0 in casa, e ritorno, successo per 1-0 in trasferta. Ai quarti vengono sorteggiati i connazionali del Manchester City, eliminati grazie alla regola dei gol in trasferta sull'aggregato totale di 4-4, in virtù del trionfo per 1-0 a Londra e della sconfitta per 4-3 a Manchester. In semifinale affrontano gli olandesi dell'Ajax, capaci di estromettere in sequenza i campioni in carica del Real Madrid agli ottavi e la Juventus ai quarti. Gli Spurs superano i neerlandesi grazie alla regola dei gol in trasferta sul punteggio complessivo di 3-3 tra andata e ritorno, frutto della sconfitta casalinga per 1-0 e della vittoria esterna per 3-2, quest'ultima avvenuta in seguito alla tripletta di Lucas Moura negli ultimi minuti di gioco. I londinesi agguantano così la loro prima finale di Champions League, a distanza di trentacinque anni dall'ultima finale europea disputata, diventando inoltre l'ottavo club inglese a raggiungere l'atto conclusivo di tale competizione.

### Liverpool
Il Liverpool di Jürgen Klopp, finalista della precedente edizione, viene inserito nel Gruppo C insieme a Paris Saint-Germain, Napoli e Stella Rossa. Nella partita di debutto, gli inglesi battono il Paris Saint-Germain per 3-2 in casa, prima di essere sconfitti in trasferta dal Napoli per 1-0; nel doppio confronto con la Stella Rossa arrivano un trionfo interno per 4-0 ed una sconfitta esterna per 2-0. Il girone si completa con un'ulteriore battuta d'arresto per 2-1 in trasferta ad opera dei francesi e una vittoria casalinga per 1-0 ai danni degli italiani, che sanciscono il secondo posto in classifica con 9 punti conquistati, a pari merito col Napoli ma con la differenza reti generale a favore, frutto di tre successi e tre sconfitte. Negli ottavi di finale incontrano i tedeschi del Bayern Monaco, battendoli con un risultato complessivo di 3-1 tra andata, pareggiata per 0-0 in casa, e ritorno, vinto per 3-1 in trasferta. Ai quarti vengono sorteggiati i lusitani del Porto, sconfitti con un risultato complessivo di 6-1 nel doppio confronto, in virtù del trionfo interno per 2-0 e di quello esterno per 4-1. In semifinale incontrano gli spagnoli del Barcellona, i quali si impongono per 3-0 nella partita d'andata del Camp Nou grazie alla marcatura di uno degli ex di turno, Luis Suárez, e alla doppietta di Lionel Messi, autore tra l'altro di un imprendibile gol su punizione. Nella partita di ritorno i Reds, pur orfani di Roberto Firmino e Mohamed Salah, sospinti dal caloroso pubblico di Anfield, compiono una straordinaria impresa abbattendo i catalani grazie alle doppiette di Divock Origi e del subentrato Georginio Wijnaldum; il netto 4-0 permette dunque agli inglesi di raggiungere la loro seconda finale consecutiva di Champions League, nonché nona in totale.

### Tabella riassuntiva del percorso
Note: In ogni risultato sottostante, il punteggio della finalista è menzionato per primo. (C: Casa; T: Trasferta)
| Squadra    | Pt | G |
| ---------- | -- | - |
| Barcellona | 14 | 6 |
| Tottenham  | 8  | 6 |
| Inter      | 8  | 6 |
| PSV        | 2  | 6 |

| Squadra             | Pt | G |
| ------------------- | -- | - |
| Paris Saint-Germain | 11 | 6 |
| Liverpool           | 9  | 6 |
| Napoli              | 9  | 6 |
| Stella Rossa        | 4  | 6 |

## Contesto
Allo stadio Wanda Metropolitano di Madrid va in scena la finale fra Tottenham, alla prima presenza nell'atto conclusivo della competizione, e Liverpool, alla seconda finale consecutiva, nonché nona in totale, dopo quella persa dell'anno precedente. Si tratta inoltre della seconda volta in cui due squadre inglesi si affrontano nella finale del torneo, dopo quella del 2008. L'allenatore degli Spurs, Pochettino, schiera la squadra col 4-2-3-1: davanti al capitano Lloris, la linea difensiva a quattro è formata da Rose e Trippier come terzini e da Vertonghen e Alderweireld come difensori centrali. In mediana Winks è supportato da Sissoko, mentre il trio di trequartisti è composto da Son, Eriksen e Alli, alle spalle dell'unico centravanti Kane. Il tecnico dei Reds, Klopp, opta invece per il 4-3-3: davanti ad Alisson, la retroguardia è formata da Alexander-Arnold e Robertson come terzini e da Matip e van Dijk come difensori centrali. In mediana Fabinho è affiancato da Wijnaldum e dal capitano Henderson, mentre il tridente offensivo è composto da Salah, Mané e Firmino.

## La partita
Dopo alcuni secondi dal calcio d'inizio, Sissoko intercetta col braccio un cross all'interno dell'area del Tottenham e l'arbitro Skomina comanda il calcio di rigore in favore del Liverpool. Dopo un breve silent check del VAR, il direttore di gara conferma la massima punizione e al primo minuto Salah batte Lloris portando i Reds in vantaggio. Il Liverpool amministra il vantaggio, mentre la squadra di Pochettino cerca invano di costruire il gioco, rendendo il primo tempo piuttosto noioso. Intorno al 18' minuto la partita viene animata da un'insolita invasione di campo, effettuata da una ragazza seminuda.
La ripresa si apre come si era chiusa la prima frazione di gara, con un Liverpool attendista e gestore del gioco, con un Tottenham che si fa via via più combattivo. Nonostante Pochettino provi a giocarsi la carta Lucas Moura, che era stato decisivo contro l'Ajax per raggiungere la finale, e ad aggiungere centimetri all'attacco inserendo Llorente, gli Spurs non riescono a costruire occasioni da gol nitide e comunque si trovano di fronte un sempre attento Alisson. Sarà invece il Liverpool a trovare il gol nei minuti finali: all'87' Origi, subentrato ad un impalpabile Firmino, segna con un preciso diagonale di sinistro sugli sviluppi di un calcio d'angolo, fissando il risultato sul 2-0 e consegnando al Liverpool il trofeo per la sesta volta.

## Tabellino
| Arbitro: | Damir Skomina |

|  |           |                           |
|  | Marcatori | 1’ (rig.) Salah 87’ Origi |

| Tottenham | Liverpool |

| P                   | 1  | Hugo Lloris        |     |
| D                   | 2  | Kieran Trippier    |     |
| D                   | 4  | Toby Alderweireld  |     |
| D                   | 5  | Jan Vertonghen     |     |
| D                   | 3  | Danny Rose         |     |
| C                   | 17 | Moussa Sissoko     | 74’ |
| C                   | 8  | Harry Winks        | 66’ |
| C                   | 20 | Dele Alli          | 81’ |
| C                   | 23 | Christian Eriksen  |     |
| C                   | 7  | Son Heung-min      |     |
| A                   | 10 | Harry Kane         |     |
| A disposizione:     |    |                    |     |
| P                   | 13 | Michel Vorm        |     |
| P                   | 22 | Paulo Gazzaniga    |     |
| D                   | 6  | Davinson Sánchez   |     |
| D                   | 16 | Kyle Walker-Peters |     |
| D                   | 21 | Juan Foyth         |     |
| D                   | 24 | Serge Aurier       |     |
| D                   | 33 | Ben Davies         |     |
| C                   | 11 | Erik Lamela        |     |
| C                   | 12 | Victor Wanyama     |     |
| C                   | 15 | Eric Dier          | 74’ |
| C                   | 27 | Lucas Moura        | 66’ |
| A                   | 18 | Fernando Llorente  | 81’ |
| Allenatore:         |    |                    |     |
| Mauricio Pochettino |    |                    |     |

| P               | 13 | Alisson                 |     |
| D               | 66 | Trent Alexander-Arnold  |     |
| D               | 32 | Joël Matip              |     |
| D               | 4  | Virgil van Dijk         |     |
| D               | 26 | Andrew Robertson        |     |
| C               | 14 | Jordan Henderson        |     |
| C               | 3  | Fabinho                 |     |
| C               | 5  | Georginio Wijnaldum     | 62’ |
| A               | 11 | Mohamed Salah           |     |
| A               | 9  | Roberto Firmino         | 58’ |
| A               | 10 | Sadio Mané              | 90’ |
| A disposizione: |    |                         |     |
| P               | 22 | Simon Mignolet          |     |
| P               | 62 | Caoimhin Kelleher       |     |
| D               | 6  | Dejan Lovren            |     |
| D               | 12 | Joe Gomez               | 90’ |
| D               | 18 | Alberto Moreno          |     |
| C               | 7  | James Milner            | 62’ |
| C               | 20 | Adam Lallana            |     |
| C               | 21 | Alex Oxlade-Chamberlain |     |
| C               | 23 | Xherdan Shaqiri         |     |
| A               | 15 | Daniel Sturridge        |     |
| A               | 24 | Rhian Brewster          |     |
| A               | 27 | Divock Origi            | 58’ |
| Allenatore:     |    |                         |     |
| Jürgen Klopp    |    |                         |     |